# Saved by the Pony Express
Saved by the Pony Express è un cortometraggio muto del 1911 diretto da Francis Boggs. Prodotto dalla Selig Polyscope Company, il film aveva come interpreti Tom Mix, Thomas J. Carrigan e il famoso (all'epoca) cavallo di Tom Mix Old Blue.

## Produzione
Il film fu prodotto da William Nicholas Selig per la sua compagnia, la Selig Polyscope Company.

## Distribuzione
Distribuito dalla General Film Company, il film - un cortometraggio di una bobina - uscì nelle sale cinematografiche statunitensi il 1º agosto 1911.